# Foufou
Le foufou (parfois fufu) est une pâte ou purée, solide ou molle selon le goût du consommateur, réalisée à partir de farines ou de pommes de terres bouillies et pilées. Il est fabriqué à partir de manioc, de maïs, de banane plantain ou d'igname, et se mange avec une sauce en accompagnement.
C'est un plat très apprécié dans toute l’Afrique subsaharienne surtout en Afrique de l'Ouest.

## Préparation et tradition
Le légume (igname, manioc, banane plantain…) est bouilli puis pilé longuement dans un mortier à l'aide d'un grand pilon (généralement en bois d'acacia). Le geste répétitif (souvent rythmé et même chanté) est précis, la boule est retournée et humectée d'eau tiède tandis que le pilon est relevé. C'est un travail harassant et qui demande coordination et précision dans les gestes. 
La préparation de plusieurs boules est nécessaire pour une famille. La préparation de ce mets est l'occasion d'une réunion conviviale, traditionnellement le matin, durant laquelle on parle, on pile et l'on cuisine sur un foyer à feu de bois.

## Dégustation
Ce mets accompagne une viande en sauce à base d'arachides, de feuilles de brousse, de gombo, d'aubergine ou de graines de palme, préparations appelées respectivement sauce arachide, sauce feuille, sauce gombo, sauce claire ou sauce graine.

## Spécificités géographiques

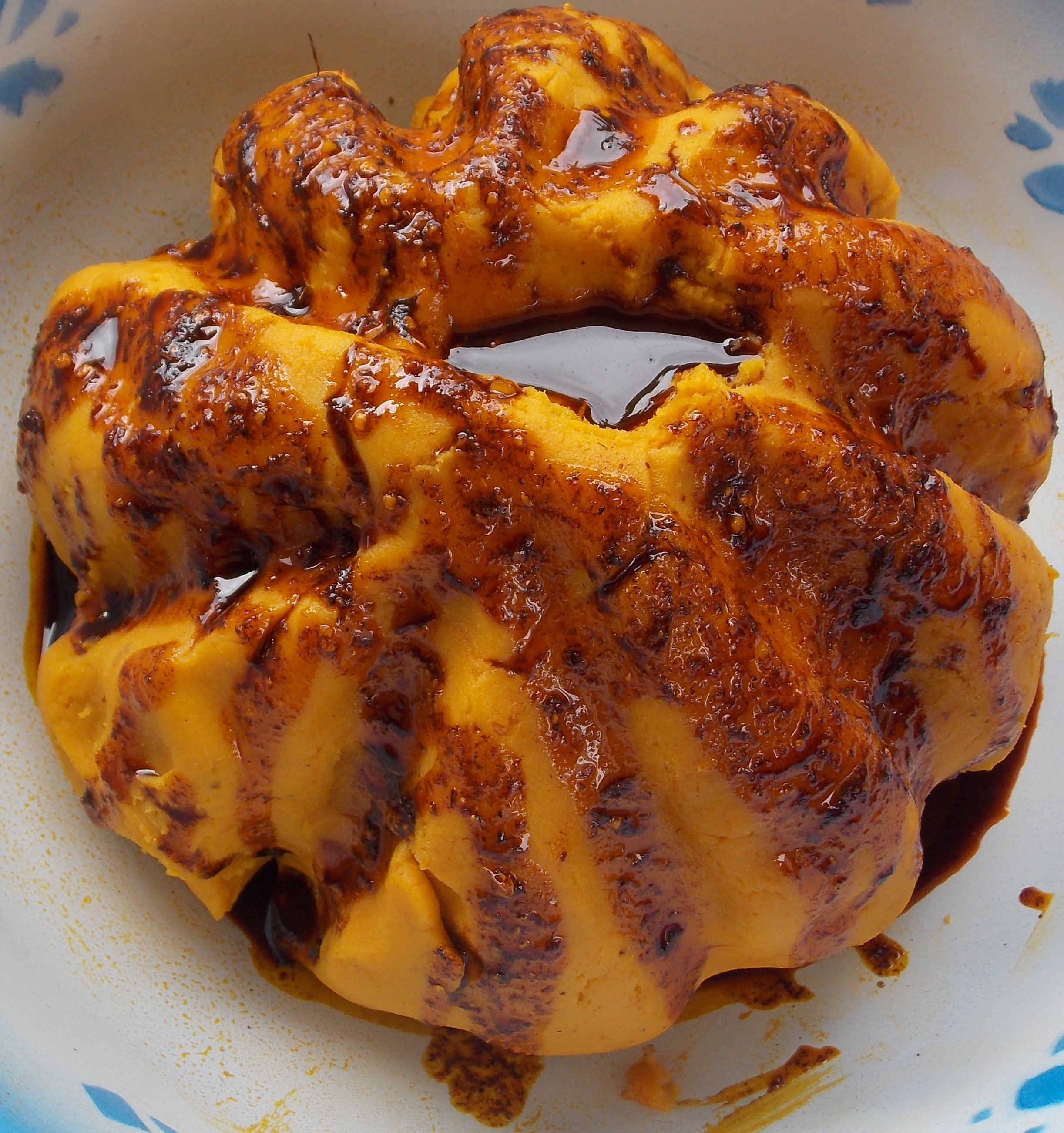
Foufou de bananes à l'ivoirienne.

Au Ghana, le fufu, également appelé fufuo, est blanc et collant (si la banane plantain n'est pas mélangée au manioc lors du pilonnage). La méthode traditionnelle de manger du fufu consiste à pincer une partie du fufu entre les doigts de la main droite et à en faire une boule ronde facilement ingérable. La balle est ensuite plongée dans la soupe avant d'être mangée.
Au Congo, le foufou est souvent servi accompagné de viande ou de poisson, de légumes cuits, et de divers condiments africains ou occidentaux. Il y existe en réalité deux variétés de pâtes appelées « foufou » : l'une est obtenue avec la farine de manioc, l'autre avec de la farine de maïs. Cette différence est souvent liée à l'appartenance ethnique. Par exemple, le foufou à base de maïs est propre au peuple baluba vivant dans la région du Kasaï en République démocratique du Congo. Dans certains cas on mélange aussi la farine de manioc à celle de maïs. 
En Côte d'Ivoire, on le distingue du foutou : le foufou n'est pas préparé dans un mortier mais se prépare en mélangeant de la purée de bananes bouillies à de l'huile rouge. C'est un mets  très apprécié en pays akan. 
D'après une enquête de 1989, le foufou banane est particulièrement populaire en Côte d'Ivoire à Abidjan et dans l'Est, le foufou igname dans l'Est et le Nord, et le foutou manioc dans l'Ouest. Dans la capitale, le foufou constitue l'un des « invariants de la gastronomie populaire abidjanaise ».
Au Bénin et au Togo, le foufou désigne une pâte obtenue en pilant des morceaux d'igname bouillis dans un mortier. On l'appelle aussi igname pilée.
Au Cameroun, le foufou est parfois appelé « couscous de Cameroun » (pas le même que le couscous qui est un plat du Maghreb).
Dans la diaspora africaine, la semoule de blé remplace la farine de manioc ou de maïs, plus difficile à trouver.

## Modernisation
La préparation du foufou étant trop bruyante, on remarque de plus en plus de modes de cuissons alternatifs dans les pays occidentaux qui consistent à cuisiner en mélangeant énergiquement des flocons de pomme de terre ou de la farine de tubercules séchés avec de l'eau portée à ébullition à l'aide d'une spatule en bois rigide. On peut y rajouter à convenance de la fécule de pomme de terre pour avoir une onctuosité. On remarque aussi ces dernières années des robots pour particuliers se développer, ce qui permet de moderniser radicalement la préparation en y enlevant son côté folklorique et festif.